# Thomas Stoltz Harvey
Thomas Stoltz Harvey (n. 10 octombrie 1912, Kentucky, SUA – d. 5 aprilie 2007, New Jersey, SUA) a fost un patolog american, cunoscut pentru faptul că a efectuat autopsia lui Albert Einstein în 1955. Ulterior, Harvey a păstrat creierul lui Einstein fără permisiune timp de zeci de ani.